# Regio-S-Bahn Bremen/Niedersachsen
Die Regio-S-Bahn Bremen/Niedersachsen bedient einen Großteil des Schienenpersonennahverkehrs in der Metropolregion Nordwest, die neben einigen Landkreisen im Raum Bremen die Städte Bremen, Bremerhaven und Oldenburg umfasst. Häufig wird auch kurz von der S-Bahn Bremen gesprochen.
Im Rahmen dieses Projektes wird der bestehende Regional- und Vorortverkehr auf wichtigen Verbindungen innerhalb der Stadtgemeinde Bremen sowie zwischen den umliegenden Städten Bremerhaven, Delmenhorst, Nordenham, Oldenburg, Rotenburg (Wümme), Twistringen, Verden (Aller) und Wilhelmshaven vereinheitlicht. Die offizielle Inbetriebnahme erfolgte am 12. Dezember 2010.
Das Bedienungsgebiet der Regio-S-Bahn Bremen/Niedersachsen liegt fast ausschließlich im Bereich des Verkehrsverbundes Bremen/Niedersachsen.

## Linien und Betrieb

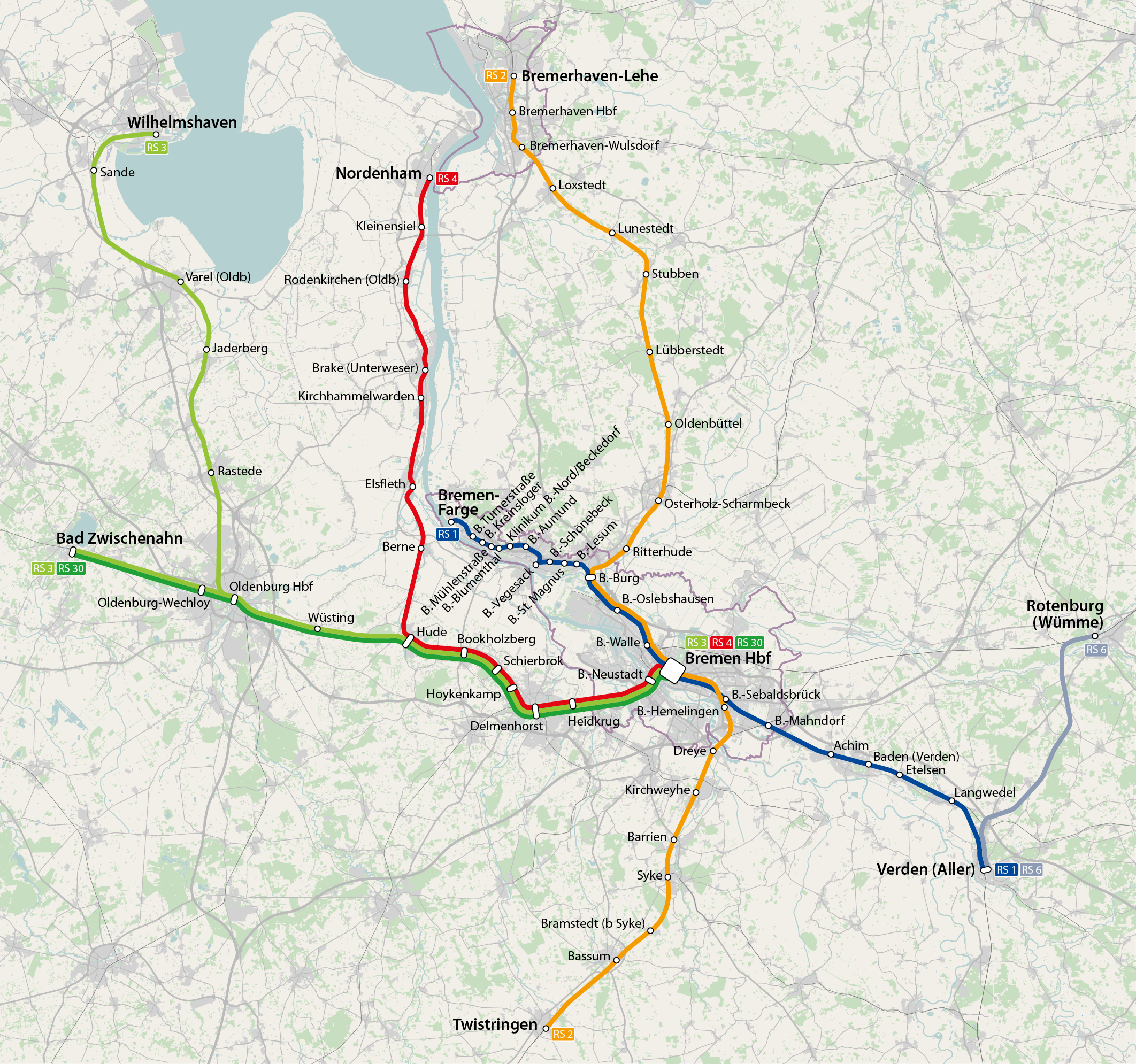
Netz der Regio-S-Bahn (seit Dezember 2022)

Das Netz der NordWestBahn-Linien rund um Bremen umfasst seit Dezember 2022 sechs Linien. Davon sind die ersten beiden Linien Durchmesserlinien, drei weitere radiale Linien mit Beginn bzw. Ende in Bremen Hauptbahnhof und die sechste eine Tangentiallinie, die Bremen nicht berührt.
| Linie | Strecke                                                      | Takt | Takt | Anmerkung | Länge   | Express-Linien auf Strecke (kursiv: auf Teilstrecken)      |
| Linie | Strecke                                                      | HVZ  | NVZ  | Anmerkung | Länge   | Express-Linien auf Strecke (kursiv: auf Teilstrecken)      |
| ----- | ------------------------------------------------------------ | ---- | ---- | --- | ------- | ---------------------------------------------------------- |
| RS 1  | Bremen-Farge – Bremen-Vegesack                               | 30'  | 30'  | | 10,4 km |                                                            |
| RS 1  | Bremen-Vegesack – Bremen-Burg – Bremen Hbf                   | 15'  | 30'  | als HVZ gilt: montags bis samstags von morgens bis abends                                                                                | 17,2 km | RE 8, RE 9 (jeweils ohne Halt)                             |
| RS 1  | Bremen Hbf – Verden (Aller)                                  | 30'  | 60'  | als HVZ gilt: montags bis freitags jeweils morgens sowie mittags bis abends                                                              | 35,7 km | RE 1, RE 8                                                 |
| RS 2  | Bremerhaven-Lehe – Bremen-Burg – Bremen Hbf                  | 60'  | 60'  | in der HVZ einzelne Verstärkerzüge (dann 30'-Takt)                                                                                       | 65,5 km | RE 8, RE 9                                                 |
| RS 2  | Bremen Hbf – Twistringen                                     | 60'  | 60'  | | 41,9 km | RE 9                                                       |
| RS 3  | Bremen Hbf – Hude – Oldenburg (Oldb) Hbf (– Bad Zwischenahn) | 60'  | 60'  | überlagert sich zwischen Bremen und Hude mit RS 4 zum 30'-Takt                                                                           | 59,6 km | RE 1, IC 56 (als Nahverkehr)                               |
| RS 3  | Oldenburg (Oldb) Hbf – Wilhelmshaven                         | 120' | —    | - Mo–Fr acht Zugpaare am Vor- und Nachmittag, Fr drei zusätzliche Zugpaare mittags, Sa vier Zugpaare - von/nach Bremen Hbf durchgebunden | 52,4 km | RE 18 (hält an denselben Bahnhöfen)                        |

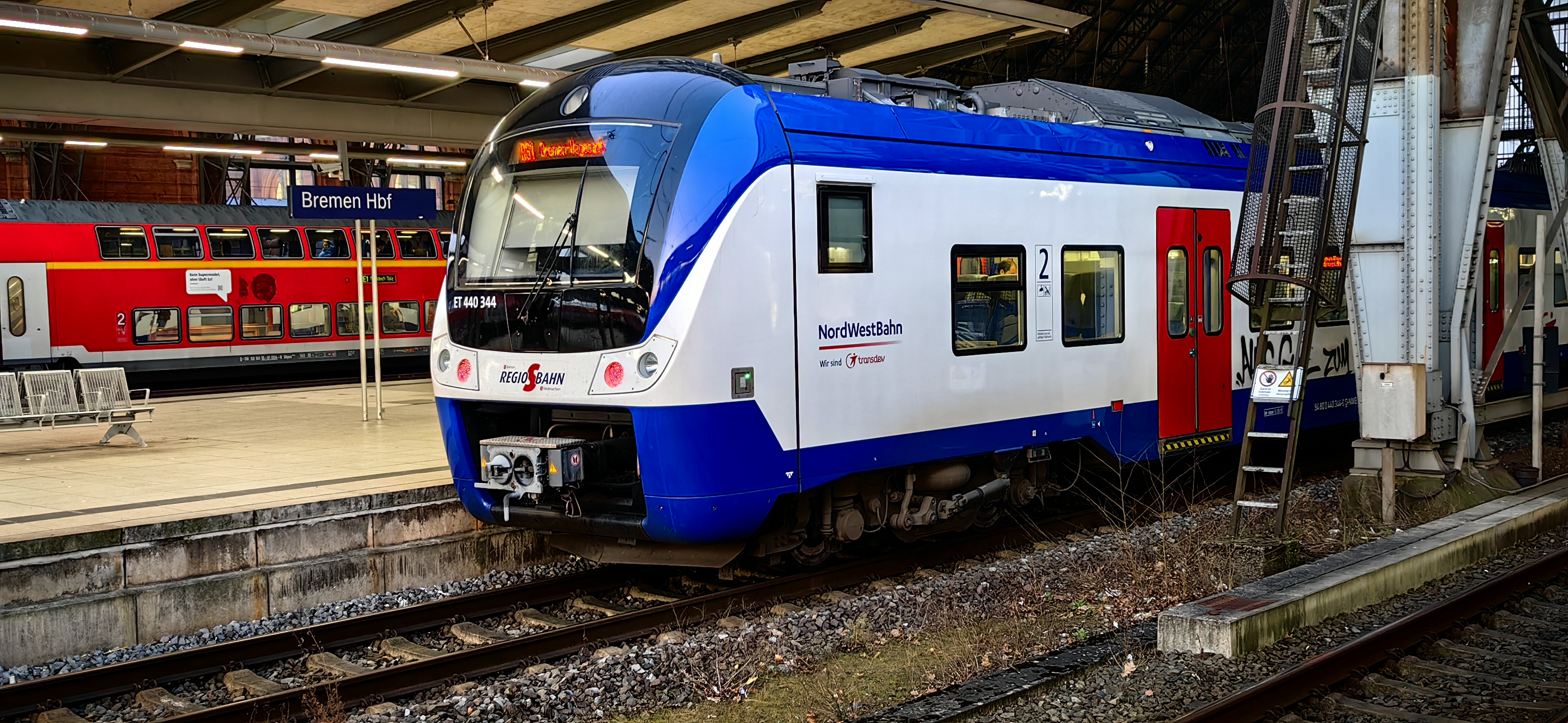
RS 1 aus Verden (Aller) nach Bremen-Vegesack

| RS 30 | Bremen Hbf – Hude – Oldenburg (Oldb) – Bad Zwischenahn       | 60'  | —    | als HVZ gilt: täglich morgens bis abends; startet am Wochenende später als in der Woche                                                  |         | RE 1, IC 56 (als Nahverkehr) (hält an denselben Bahnhöfen) |
| RS 4  | Bremen Hbf – Hude – Nordenham                                | 60'  | 60'  | überlagert sich zwischen Bremen und Hude mit RS 3 zum 30'-Takt                                                                           | 71,3 km | RE 1, IC 56 (als Nahverkehr)                               |
| RS 6  | Verden (Aller) – Rotenburg (Wümme)                           | 60'  | 120' | | 27,1 km |                                                            |

### RS 1
Die Durchmesserlinie RS 1 stellt das Rückgrat des bremischen Netzes dar, da sie parallel zur Weser durch das gesamte Stadtgebiet und die sich südöstlich anschließende Siedlungsachse im Landkreis Verden verläuft. Seit Dezember 2007 bot die NordWestBahn bereits einen Vorlaufbetrieb auf der für den Personenverkehr reaktivierten Bahnstrecke Bremen-Farge–Bremen-Vegesack an. Die komplette Inbetriebnahme der RS 1 erfolgte im Dezember 2011 mit dem Betreiberwechsel auf dem Streckenabschnitt zwischen Bremen-Vegesack und Verden.
Die Linie hat folgende Halte: Bremen-Farge, Bremen Turnerstraße, Bremen Kreinsloger, Bremen Mühlenstraße, Bremen-Blumenthal, Klinikum Bremen-Nord/Beckedorf, Bremen-Aumund, Bremen-Vegesack, Bremen-Schönebeck, Bremen-St Magnus, Bremen-Lesum, Bremen-Burg (Übergang zur RS 2), Bremen-Oslebshausen, Bremen-Walle, Bremen Hbf, Bremen-Sebaldsbrück, Bremen-Mahndorf, Achim, Baden (Kr. Verden), Etelsen, Langwedel, Verden (Aller).
Auf dem mittleren Abschnitt zwischen Bahnhof Vegesack und Bremen Hauptbahnhof der Linie RS 1 wird montags bis samstags ein Viertelstundentakt angeboten. Der Abschnitt zwischen Vegesack und Farge wird durchgehend im Halbstundentakt bedient. Der Streckenabschnitt zwischen Bremen Hauptbahnhof und Verden wird stündlich, in den Hauptverkehrszeiten halbstündlich, bedient. Als Fahrzeuge kommen 3- und 5-teilige Einheiten des Typs Coradia Continental zum Einsatz, zur Hauptverkehrszeit auch zwei Triebzüge in Doppeltraktion.
Im Sommer 2011 wurde die Bahnstrecke Bremen-Farge–Bremen-Vegesack elektrifiziert. Seit Mitte Dezember 2011 wird sie mit elektrischen Triebzügen statt mit Diesel-Triebwagen befahren. Das inzwischen eingerichtete umsteigefreie Durchbinden im Kopfbahnhof Bremen-Vegesack wurde vorerst nur außerhalb der Hauptverkehrszeit praktiziert. Das eigentlich vorgesehene Teilen der aus Bremen Hauptbahnhof eintreffenden Einheiten, von denen eine bis Bremen-Farge weiterlaufen sollte, stieß zunächst an unerwartete technisch-organisatorische Grenzen. Seit dem 30. März 2015 fahren die Züge ganztägig durchgehend bis Bremen-Farge.
Seit Dezember 2017 findet auf dem Abschnitt zwischen Bremen Hbf und Bremen-Vegesack auch am Samstagmittag eine Verdichtung des Taktes auf 15 Minuten statt. Gleichzeitig wurde am Wochenende ein stündlicher Nachtverkehr eingerichtet.

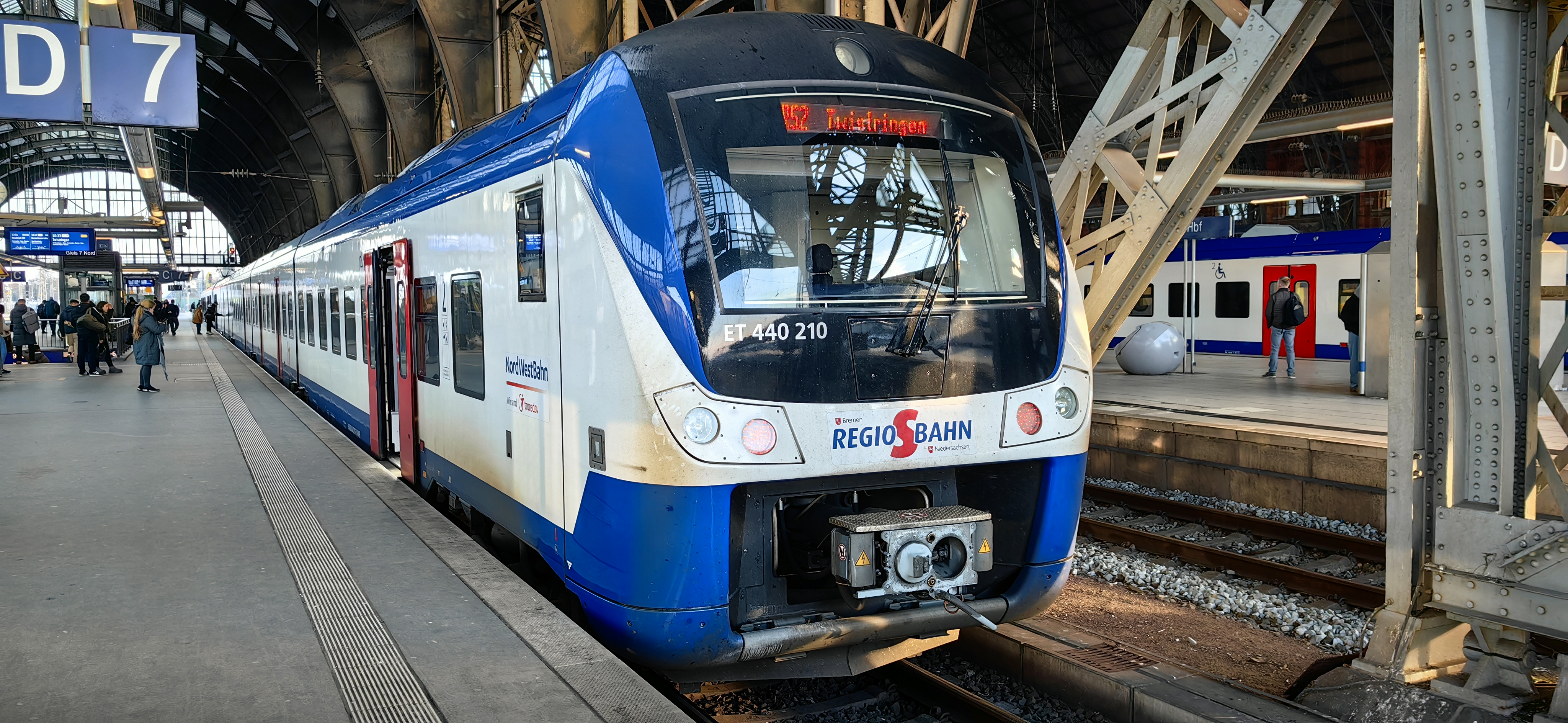
RS 2 aus Bremerhaven-Lehe im Bremer HBF nach Twistringen

### RS 2
Die Durchmesserlinie RS 2 nahm am 12. Dezember 2010 ihren Betrieb auf. Sie stellt eine Nord-Süd-Verbindung her und setzt sich aus den ehemaligen Linien R 2 und R 5 zusammen.
Die Linie hat folgende Halte: Bremerhaven-Lehe, Bremerhaven Hbf, Bremerhaven-Wulsdorf, Loxstedt, Lunestedt, Stubben, Lübberstedt, Oldenbüttel, Osterholz-Scharmbeck, Ritterhude, Bremen-Burg, Bremen Hbf, Bremen-Hemelingen, Dreye, Kirchweyhe, Barrien, Syke, Bramstedt (b. Syke), Bassum, Twistringen.
Gefahren wird auf dieser Strecke im Stundentakt, wobei einzelne Fahrten zwischengeschoben werden bzw. nur von/bis Bremen Hbf verkehren.
Von Südosten, aus Richtung Osnabrück und Twistringen, kommend, werden die Passagiere im Bremer Stadtgebiet in Zukunft an der neuen Station Föhrenstraße in die Linie RS 1 und die Straßenbahn umsteigen können. Die beiden auf den Hauptbahnhof folgenden Haltepunkte Bremen-Walle und Bremen-Oslebshausen werden nur von der RS 1 bedient werden, der letzte gemeinsame Halt mit Umsteigemöglichkeit vor der Weiterfahrt nach Bremerhaven liegt im Bahnhof Bremen-Burg.
Der Betriebsbeginn im Dezember 2010 war von erheblichen Problemen begleitet: Die Züge hatten zu wenig Kapazitäten, die Fahrkartenautomaten fielen immer wieder aus oder lieferten falsche Fahrkarten, und die versprochene Barrierefreiheit konnte nicht eingehalten werden.
Seit dem 12. Dezember 2022 verkehrt die Linie in der Nachmittag-HVZ zwischen Bremen Hbf und Bremerhaven-Lehe im 30' Takt.

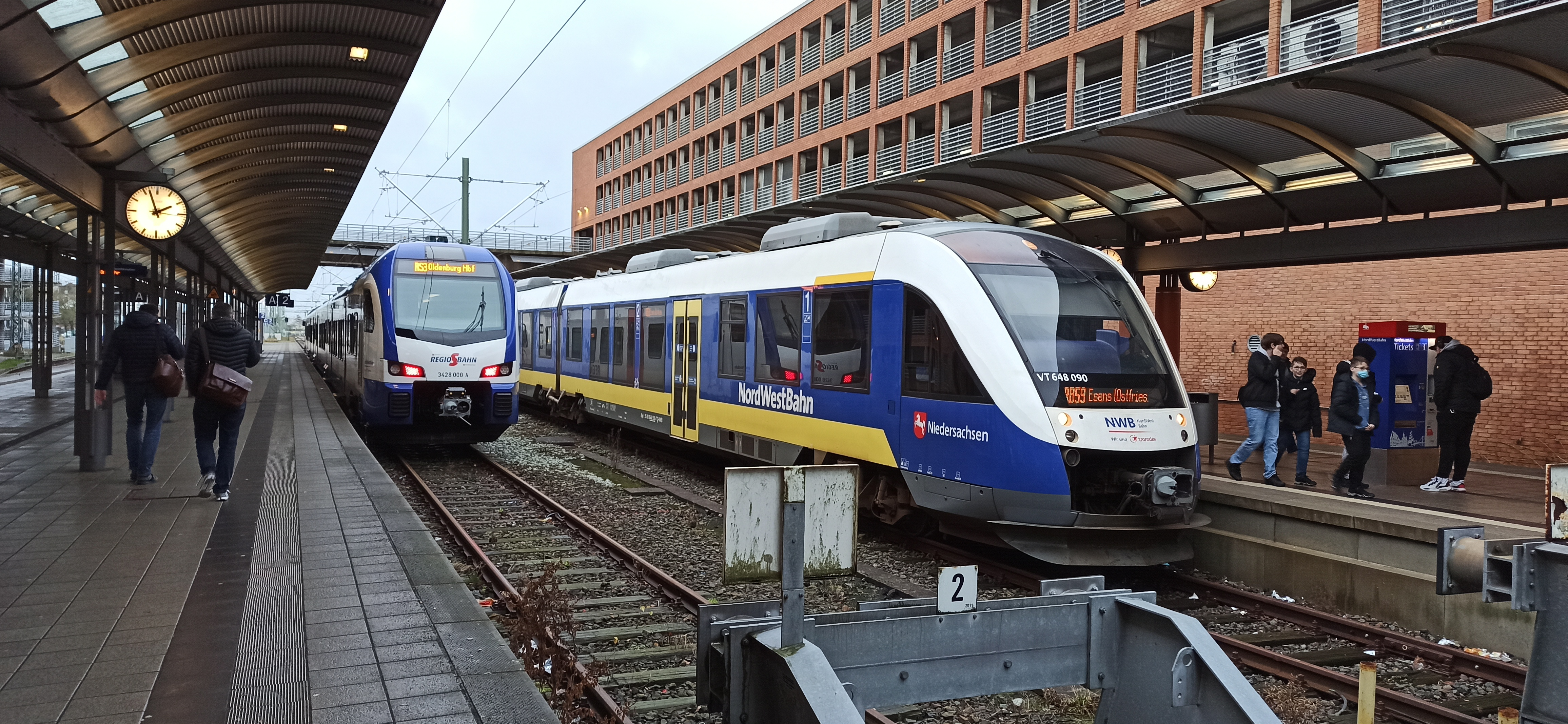
RS 3 (links) in Wilhelmshaven nach Bremen HBF

### RS 3
Die Halbmesserlinie RS 3 ersetzte seit dem 12. Dezember 2010 die zuvor bestehende Regionalbahnlinie von Bremen nach Oldenburg. Dabei wurde die Linie über die eingleisige Strecke vom Oldenburger Hauptbahnhof bis Bad Zwischenahn verlängert.
Die Linie hat folgende Halte: Bad Zwischenahn, Oldenburg-Wechloy, Oldenburg (Oldb.) Hbf, Wüsting, Hude (Übergang zur RS 4), Bookholzberg, Schierbrok, Hoykenkamp, Delmenhorst (Übergang zur RB 58 Richtung Osnabrück), Heidkrug, Bremen-Neustadt, Bremen Hbf.
Die Linie wird im Stundentakt bedient, wobei einzelne Fahrten erst ab/bis Oldenburg (Oldb.) Hbf gefahren werden. Zur Hauptverkehrszeit sind auf der Strecke zwischen Oldenburg und Bremen oft zwei zusammengekuppelte Fahrzeuge im Einsatz: Bevor die RS 3 von Oldenburg nach Bad Zwischenahn weiterfuhr, wurde der vordere Teil abgekuppelt und kurz westlich des Bahnhofs abgestellt, um bei Eintreffen des Zuges aus Bad Zwischenahn an diesen angekuppelt zu werden.
Seit 14. Juni 2015 wurde nach mehreren Verschiebungen des Eröffnungstermins der neue Haltepunkt Oldenburg-Wechloy angefahren.
Seit dem 11. Dezember 2022 verkehrt die Linie nur noch in den Schwachverkehrszeiten nach Bad Zwischenahn. In den übrigen Zeiten verkehrte sie bis zum Fahrplanwechsel 2024 nur bis Oldenburg, der übrige Abschnitt bis Bad Zwischenahn wird seitdem durch die neu eingeführte Linie RS 30 bedient. Zudem verkehrten Verstärkerzüge zwischen Oldenburg und Wilhelmshaven unter der Liniennummer RS 3. Die Züge der Linie RS 3 zwischen Oldenburg und Bremen wurden aus Wilhelmshaven nicht erreicht, stattdessen bestand in Oldenburg Anschluss zur Linie RS 30. Zusammen mit dem RS 30 ersetzen die Verstärkerzüge den ebenfalls von der Nordwestbahn betriebenen RE 19, der in der Woche vierstündlich zwischen Wilhelmshaven und Bremen verkehrte. Seine zwei Zugpaare am Wochenende entfielen ersatzlos. Ab dem kleinen Fahrplanwechsel im Juni 2024 sollten die beiden Teile der Linie RS 3 durchgebunden werden.  Dies wurde kurzfristig auf den Fahrplanwechsel im Dezember 2024 verschoben. Grund dafür waren nicht rechtzeitig fertiggestellte Bauarbeiten an der Eisenbahnüberführung Alexanderstraße in Oldenburg. Seit dem Fahrplanwechsel im Dezember 2024 fahren mehrere Züge der RS 3 durchgehend zwischen Bremen und Wilhelmshaven, der Rest der Züge endet in Oldenburg bzw. fährt in den Schwachverkehrszeiten zum Teil weiter nach Bad Zwischenahn.

### RS 30

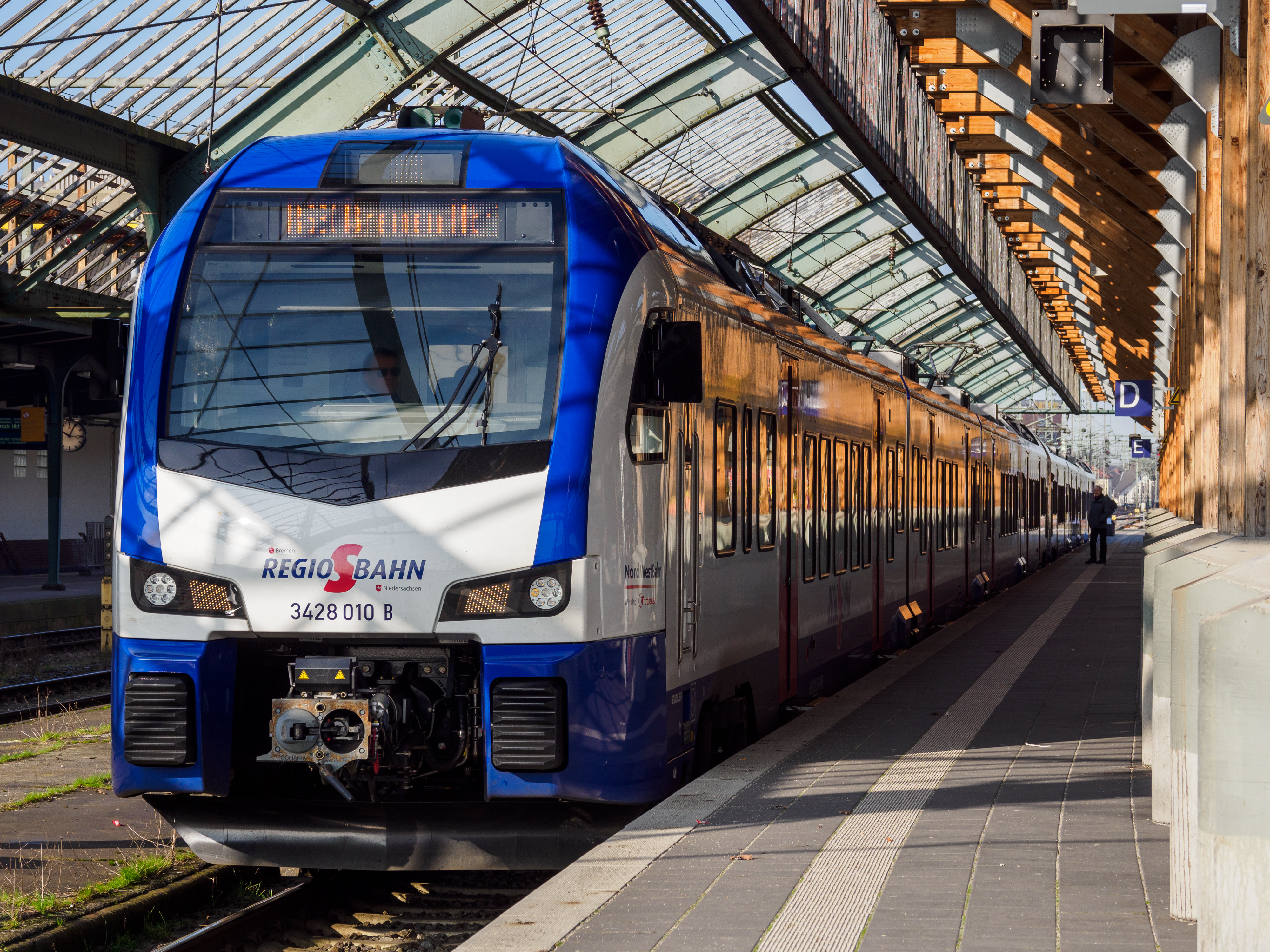
RS 30 (Stadler FLIRT 3 XL) nach Bremen Hbf in Oldenburg Hbf

Die Halbmesserlinie RS 30 ergänzt seit dem 11. Dezember 2022 die Linien RS 3 und RS 4 zwischen Bremen Hbf und Hude sowie die Linie RS 3 zwischen Hude und Oldenburg. Zusätzlich ersetzt sie die Linie RS 3 zwischen Oldenburg und Bad Zwischenahn. Die Linie hält dabei zwischen Bremen Hbf und Oldenburg Hbf nur in Delmenhorst und Hude. Dadurch kommt eine Fahrzeitersparnis von 10 Minuten zustande. Während der Schwachverkehrszeiten verkehrt diese Linie nicht. Der Abschnitt Oldenburg Hbf bis Bad Zwischenahn wird während dieser Zeit durch die Linie RS 3 bedient.

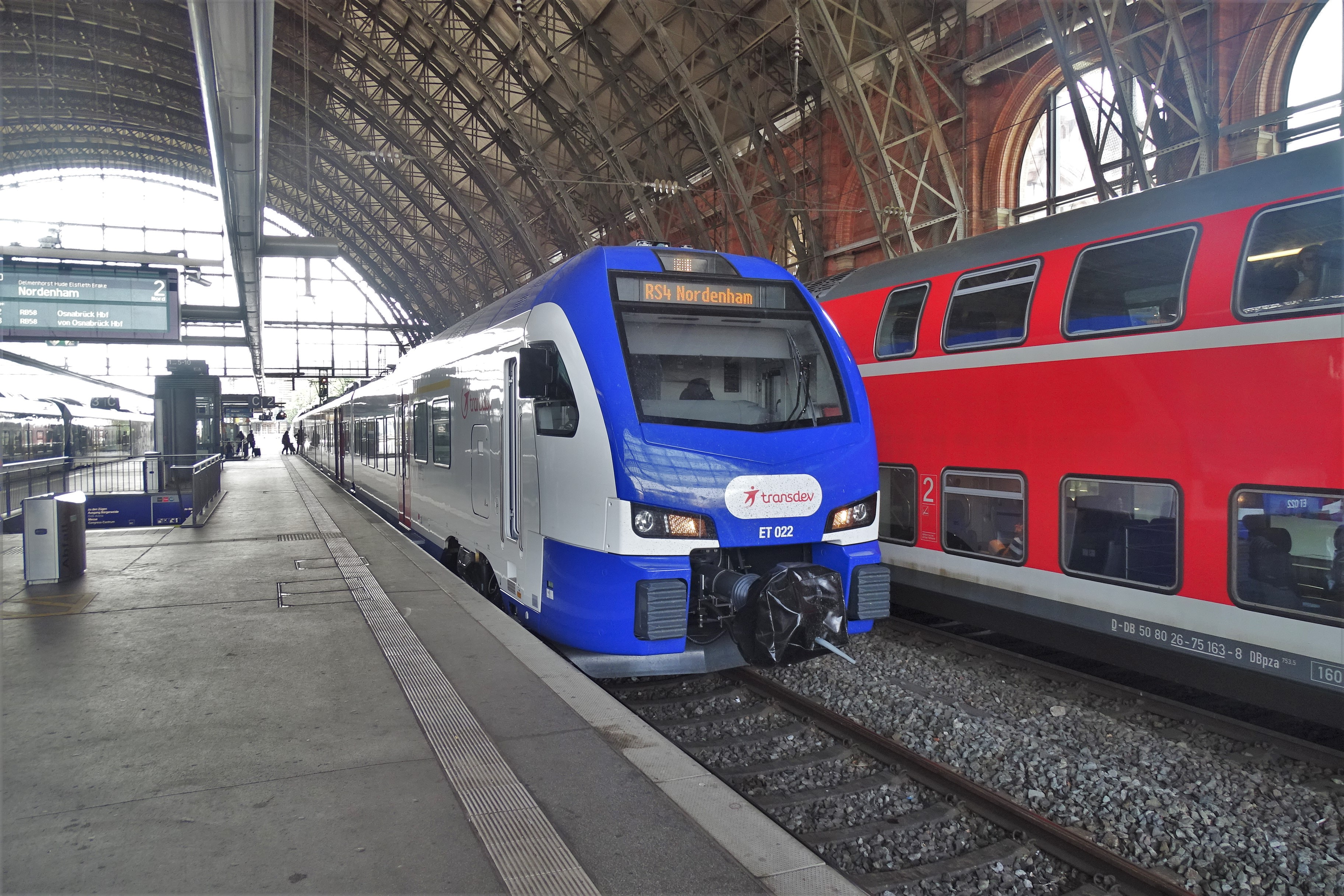
RS 4 nach Nordenham in Bremen Hbf

### RS 4
Die Halbmesserlinie RS 4 nach Nordenham hatte am 12. Dezember 2010 die Nachfolge der seit Ende 2004 mit S-Bahn-/Regionalverkehrstriebwagen betriebenen RegionalExpress-Züge angetreten.
Die Linie hat folgende Halte: Nordenham, Kleinensiel, Rodenkirchen (Oldb.), Brake/Unterweser, Kirchhammelwarden, Elsfleth, Berne, Hude (Übergang zur RS 3), Bookholzberg, Schierbrok, Hoykenkamp, Delmenhorst (Übergang zur RB 58 Richtung Osnabrück), Heidkrug, Bremen-Neustadt, Bremen Hbf.
Die Linie wird im Stundentakt bedient. Am 22. Dezember 2014 wurde der Haltepunkt Kirchhammelwarden im Stadtgebiet von Brake wiedereröffnet.
Veränderungen bei Bahnhöfen und Haltepunkten zwischen Bremen Hauptbahnhof und Hude sind von einer Reihe von Faktoren abhängig, deren genaue Details noch nicht bekannt sind. Dies bezieht sich insbesondere auf den zweigleisigen Abschnitt zwischen Bremen und Delmenhorst, der als einzige Verbindung Bremens mit Oldenburg, dem Emsland, Ostfrieslands und dem JadeWeserPort in Wilhelmshaven sehr stark belastet ist. Der Plan einer Zweisystem-Straßenbahnlinie mit der Liniennummer 11 von Bremen nach Delmenhorst wird nicht weiter verfolgt.
Seit dem 11. Dezember 2022 verkehrt die Linie zwischen Bremen Hbf und Hude mit Halt an allen Stationen, dadurch entsteht zusammen mit der Linie RS 3 ein 30-Minuten-Takt auf diesem Abschnitt.

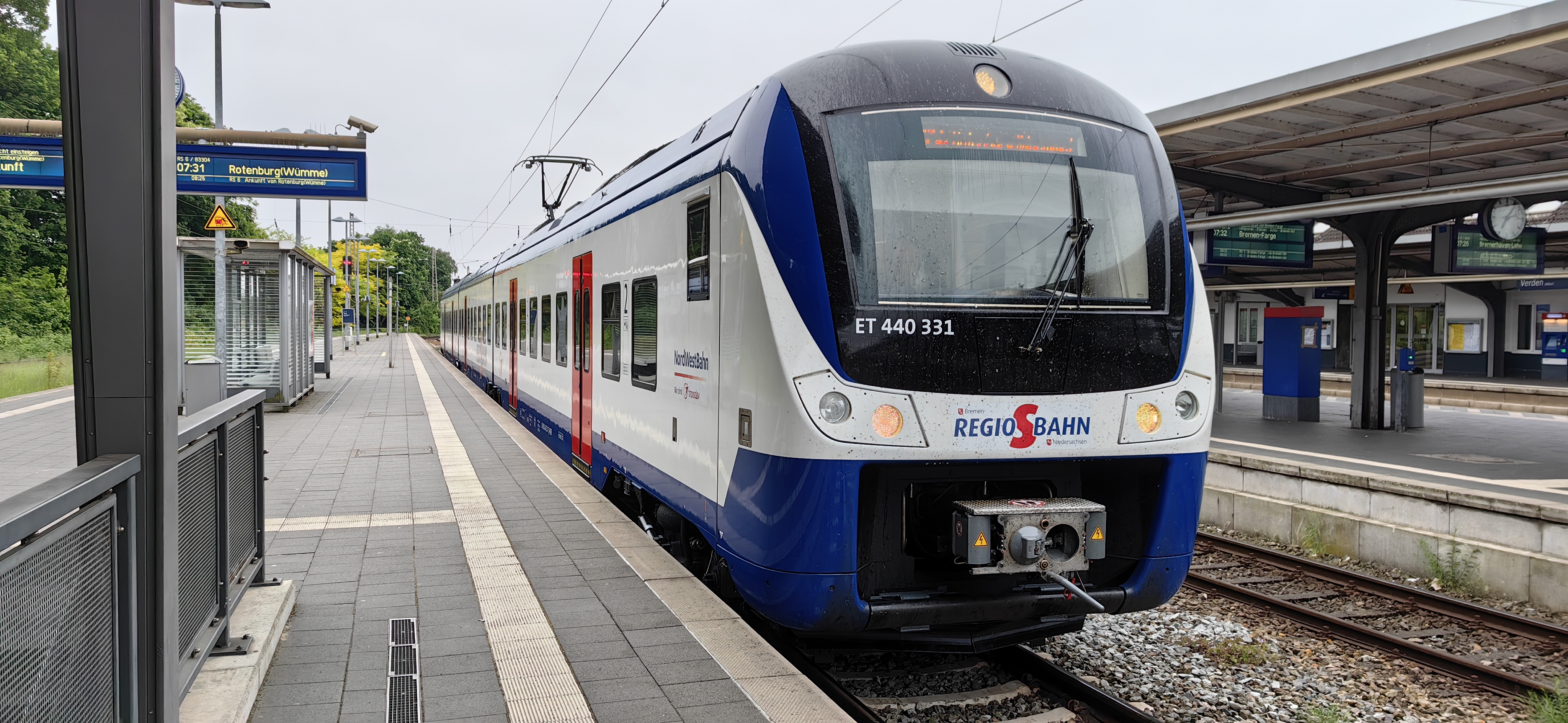
RS 6 im Bahnhof Verden (Aller) nach Rotenburg (Wümme)

### RS 6
Die Linie RS 6 ersetzt seit dem 11. Dezember 2022 die zuvor bestehende Linie RB 76. Die Linie wird tagsüber weiterhin im Zweistundentakt und in der Hauptverkehrszeit weiterhin im Stundentakt bedient. Anstelle der bisher eingesetzten Dieseltriebwagen kommen elektrische Triebwagen zum Einsatz.

## Fahrzeuge
Die NordWestBahn setzt für den Betrieb der S-Bahn Bremen Triebwagen vom Typ Alstom Coradia Continental ein. Darunter befinden sich:
- 18 dreiteilige Einheiten der Baureihe 0440.3 (– 0441.3 – 0440.8) und
- 17 fünfteilige Einheiten der Baureihe 0440.2 (– 0441.2 – 0841.2 – 0441.7 – 0440.7).

Zum Dezember 2022 wurden die insgesamt 35 Fahrzeuge durch weitere Triebwagen vom Typ Stadler Flirt 3XL verstärkt.
- 16 vierteilige Einheiten der Baureihe 3428

Für den neuen Verkehrsvertrag ab Dezember 2022 werden die Coradia Continental im Aachener Talbot-Werk modernisiert. Ende Juli 2021 wurde der Prototyp vorgestellt. Äußerlich werden die Triebwagen in den Transdev-Farben: weißer Wagenkasten, blaues Dach und Untergestell und rote Türen lackiert. Im Innern erhalten die Triebzüge neue Sitzpolster und Bezüge, neue Armlehnen und Tische und eine neue LED-Beleuchtung. Außerdem werden sie mit WLAN ausgestattet, Steckdosen und einem neuen Fahrgast-Informationssystem. Der Serienumbau soll ab Januar 2023 erfolgen.
Die Instandhaltung der Fahrzeuge erfolgt in der eigens für das Netz gebauten Werkstatt in Bremerhaven-Wulsdorf. Dort steht eine zweigleisige Wartungshalle und eine eingleisige Multifunktionshalle zur Verfügung sowie eine Waschanlage und Anlagen zur Ver- und Entsorgung der WCs im Außenbereich.

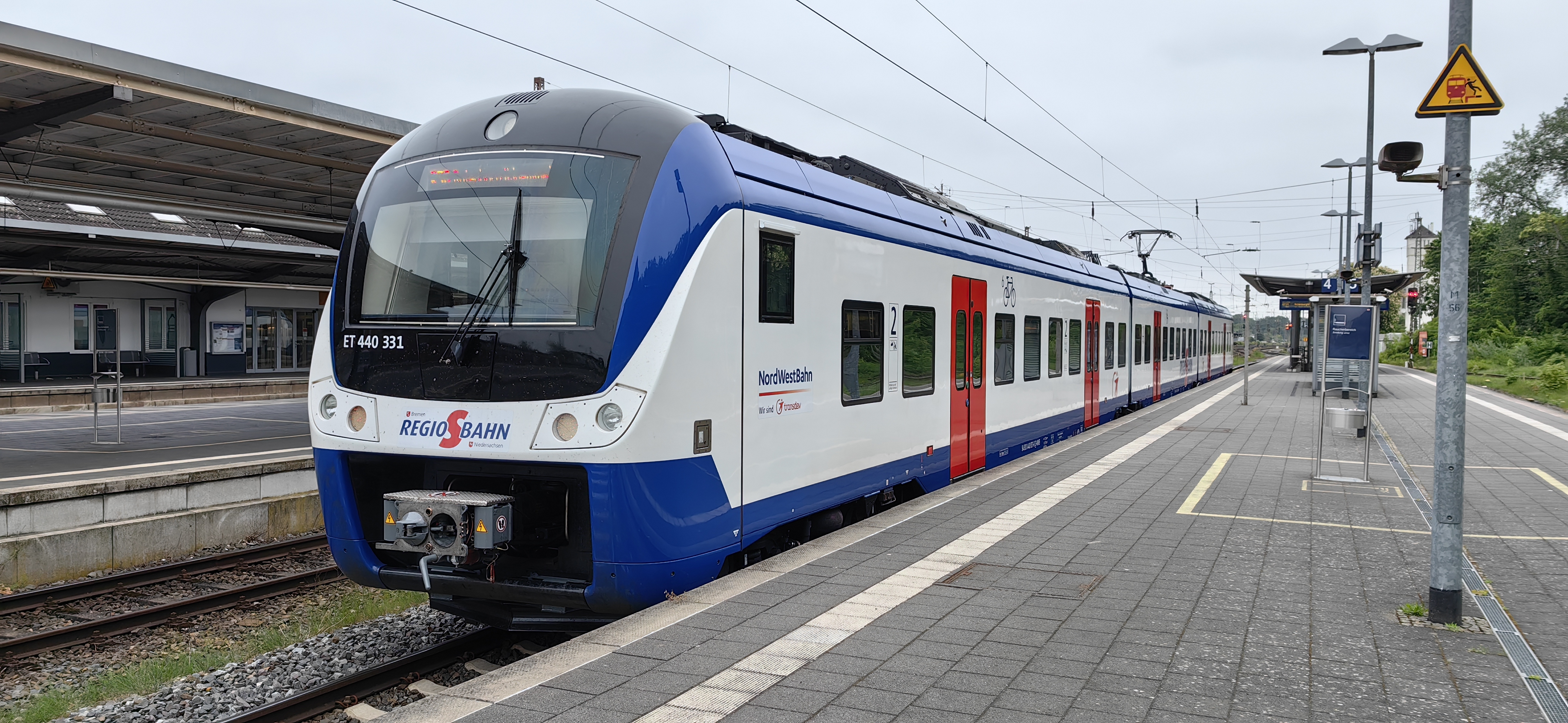
Coradia Continental in neuen Transdev-Farben
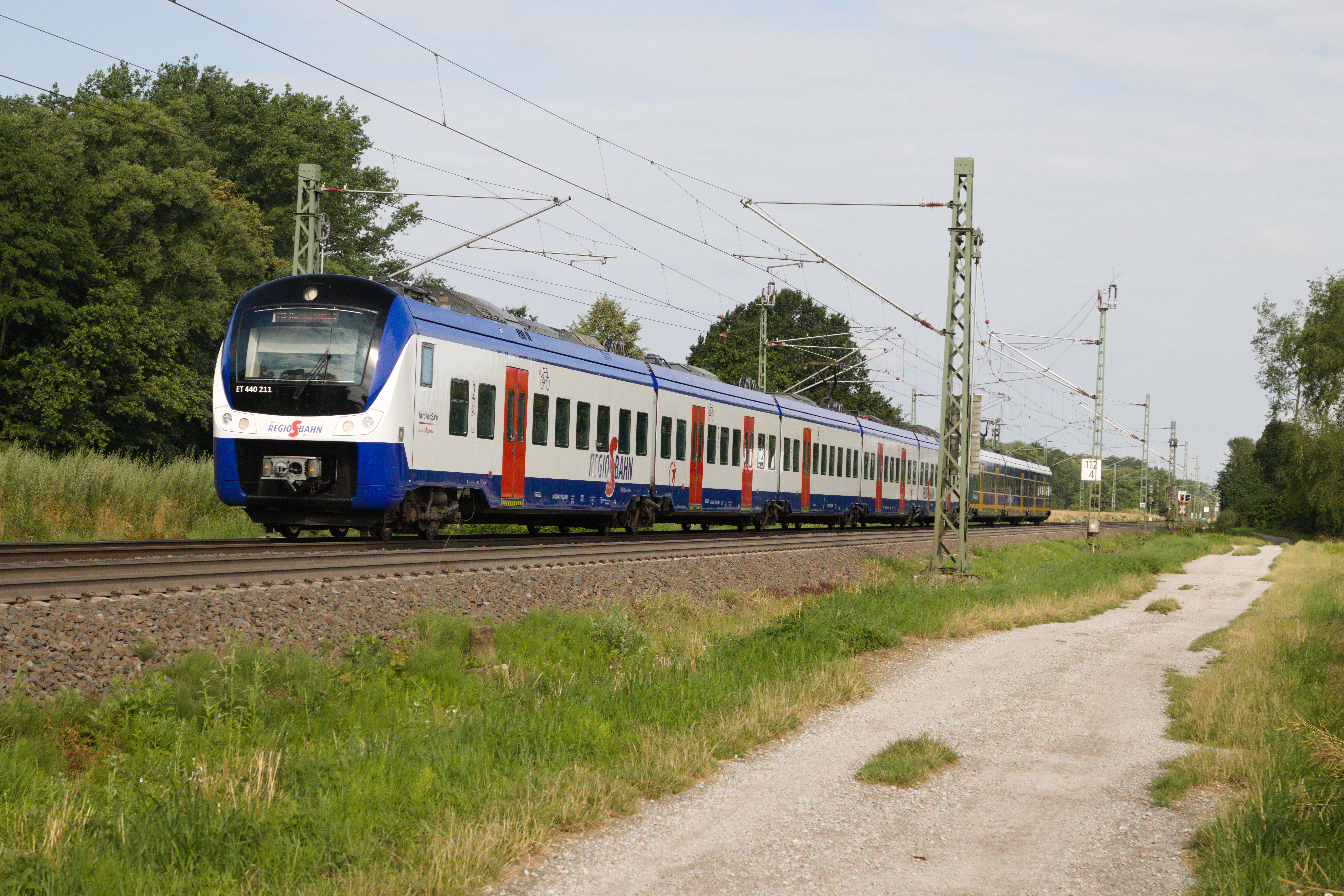
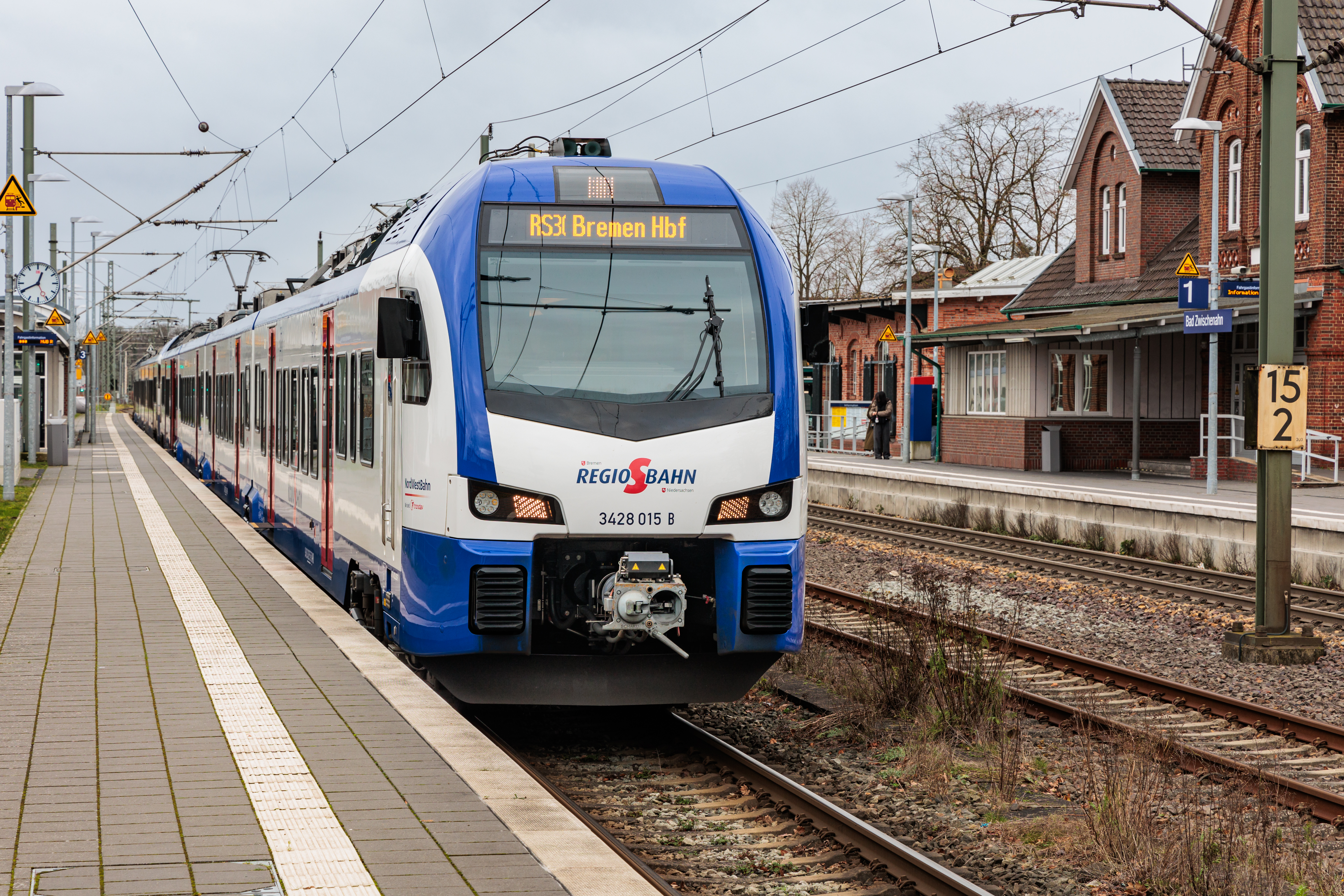
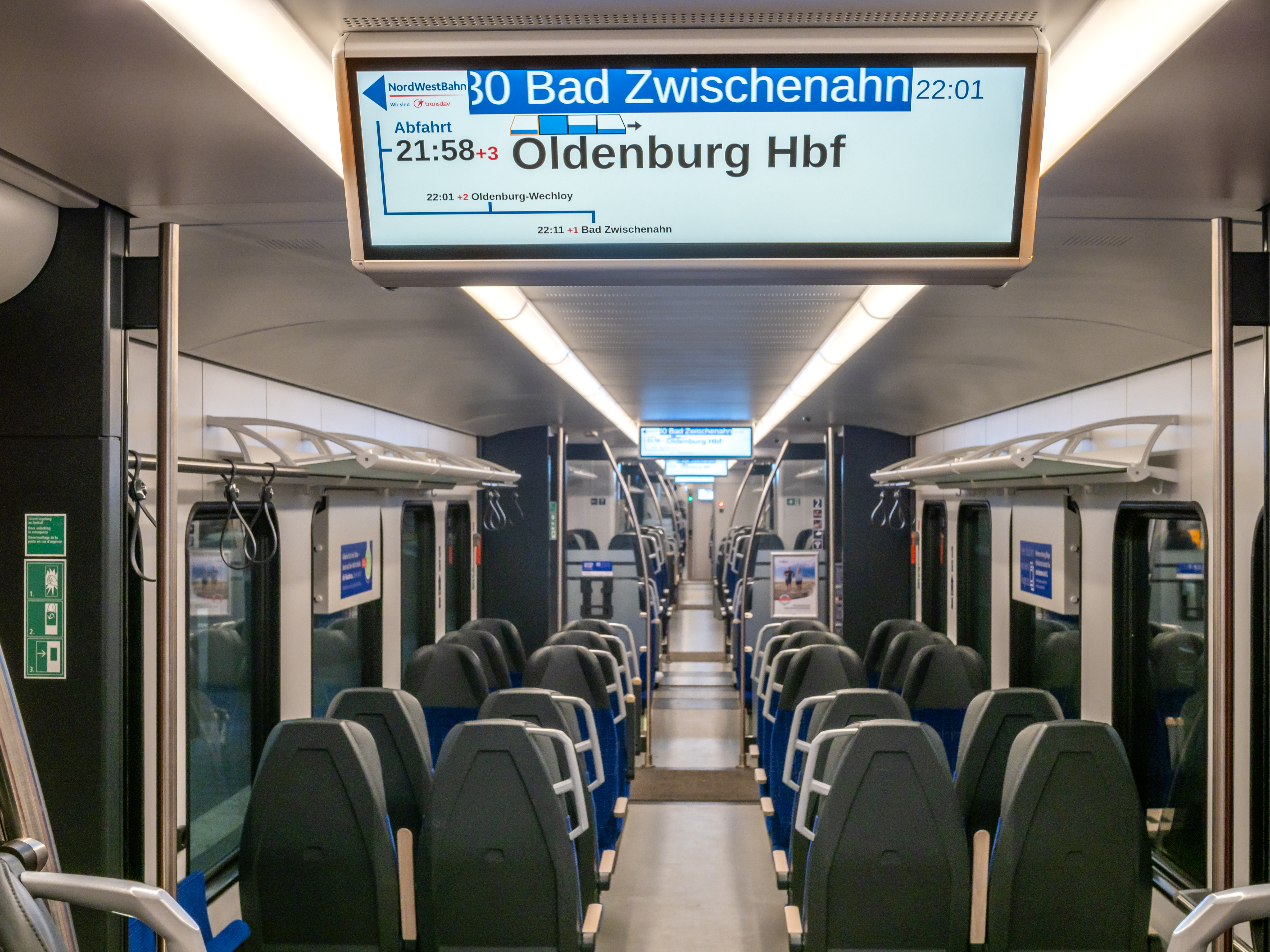

## Geschichte

### U-Bahn und S-Bahn
In den 1970er Jahren plante das Land Bremen erstmals ein S- und ein U-Bahn-Netz. Grundlage war das Gutachten der Professoren Grabe und Kracke. Ergänzend zu einem S-Bahn-Netz, das die Stadt mit den Endpunkten in den umliegenden Landkreisen verbinden sollte, plante die Stadt eine U-Bahn, die aber nicht unbedingt unter der Erde fahren, sondern als „unabhängige“ Bahn auch die Stadtteile einschließen sollte. Eine U-Bahn-Linie sollte von Delmenhorst über Huchting, Flughafen, Stadtmitte, Universität und Hollerstadt bis nach Borgfeld und Lilienthal geführt werden. Die Linie S 1 sollte von Schwanewede über Stadtmitte durch Sebaldsbrück und Mahndorf sowie über Achim nach Verden geführt werden. Die S 2 sollte Osterholz-Scharmbeck über Ritterhude, Marßel und Burg mit Findorff, Universität, Oberneuland und Rotenburg (Wümme) verbinden. Die dritte Schnellbahn war von Delmenhorst über Huchting, die Neustadt, Stadtmitte und Hemelingen nach Kirchweyhe, Syke und Twistringen geplant. Der nichtständige Ausschuss der Bürgerschaft, der diese Planungen nach 19 Monaten vorstellte, präsentierte das Ergebnis als Alternative zur „autogerechten Stadt“ mit Fußgängerzonen und einem dichten Haltestellennetz in der Innenstadt sowie einem Netz von Parkplätzen an den Endpunkten der öffentlichen Verkehrslinien. Auf Grund finanzieller und technischer Schwierigkeiten sowie politischer Widerstände wurde dieses Konzept nicht weiter verfolgt.

### Netzgestaltung im Stadtgebiet Bremen
Der Grundentwurf der S-Bahn Bremen stammt aus den 1970er Jahren und sah vor, ein monozentrisches Netz mit drei Durchmesserlinien fast ausschließlich auf existierenden Eisenbahnstrecken zu erstellen. Dadurch wäre im Bremer Stadtgebiet eine von allen Linien genutzte Stammstrecke parallel zur Weser entstanden. Die Form des Eisenbahnnetzes im Bereich der Stadt Bremen verhindert jedoch, dass die drei Linien direkt auf sechs Außenäste durchgebunden werden können: Zwei der Äste erreichen Bremen Hauptbahnhof aus östlicher Richtung, vier aus westlicher. Eine der geplanten Linien hätte also nicht durchgehend verkehren können, sondern in Bremen Hbf ihre Fahrtrichtung ändern müssen, sodass ihre Aufteilung in zwei oder drei eigenständige Linien nahe lag. Jedoch könnten auf diese Weise Wohngebiete wie die Großsiedlung Tenever oder die Gemeinde Oyten, die in der zweiten Hälfte des 20. Jahrhunderts im Bremer Osten heranwuchsen, nicht erreicht werden.
Zur Lösung dieser Aufgabe waren zu unterschiedlichen Zeiten mindestens drei zum Teil auch kombinierbare Lösungsmöglichkeiten vorgestellt worden:
- Bau eines Eisenbahntunnels zwischen Gartenstadt Vahr und Oberneuland, der die Wohngebiete Neue Vahr anbindet;
- Benutzung einer quer zur Weser verlaufenden Güterzugstrecke, die mittels eines als Mahndorfer Kurve bezeichneten Ein- und Ausfädelungsbauwerkes mit dem Ostende der Stammstrecke verbunden würde;
- Bedienung der kritischen Linie als Regionalstadtbahn nach dem Karlsruher Modell, die innerstädtisch die vorhandenen Straßenbahngleise nutzt und an geeigneter Stelle auf die Eisenbahnstrecke wechselt.

Eine Tunnellösung stand am Ende nicht mehr zur Debatte, und die beiden anderen Vorschläge wurden in den Jahren 2004 und 2005 als zu aufwändig ebenfalls verworfen.

### Strecke nach Rotenburg
Der nordwestliche Abschnitt vom Bremer Hauptbahnhof nach Rotenburg der damaligen Regionalbahnlinie Twistringen–Rotenburg (Wümme) sollte zu einer eigenständigen, stündlich verkehrenden Linie S 5 werden. Im Zuge der Ausschreibung des Hanse-Netzes 2009 entschied man sich für eine Durchbindung nach Hamburg Hbf. Den Zuschlag erhielt die metronom Eisenbahngesellschaft, die seit Dezember 2010 diese (seit Dezember 2013 als RB 41 bezeichnete) Linie betreibt. Im VEP 2025 ist die zusätzliche Einführung einer Linie RS 5 im Stundentakt vorgesehen, sodass gemeinsam mit der Regionalbahn Bremen–Hamburg ein Halbstundentakt bis Rotenburg entsteht.

## Infrastruktur und Takt

### Netz auf Bestandsstrecken
In den technischen Details ähnelt die Regio-S-Bahn Bremen/Niedersachsen dem um die Jahrtausendwende herum umgesetzten S-Bahn-System Rhein-Neckar. Existierende Regionalverkehrsstrecken werden dabei für den Betrieb mit neuen, elektrisch unter Wechselstrom-Oberleitung verkehrenden Triebwagen geringfügig angepasst, jedoch nicht vom übrigen Regional-, Fernreise- und Güterverkehr getrennt. Lediglich im Bereich der Stammstrecke Bremen sollen Kapazitätsengpässe durch gezielte Ausbauten gemildert oder behoben werden.

### Takt
Die meisten Linien werden im Stundentakt betrieben. Auf einzelnen Streckenästen gibt es jedoch Taktverdichtungen und -überlagerungen auf 30- und 15-Minuten-Takte. Mit dem neuen Verkehrsvertrag ab dem 11. Dezember 2022 wird nur noch wenig von dem zuvor bestehenden Regionalverkehrsangebot zu sehen sein. Die meisten Linien fahren durch Überlagerungen und Taktverdichtungen im 30- bzw. 15-Minuten-Takt.
Durch die Verwendung von wendigen Triebwagen reduzierte sich die Fahrtdauer auf den Strecken um rund fünf Minuten je Halbachse. An einigen Stellen wurde der Fahrplan zusätzlich gestrafft, was ihn allerdings anfällig für schwer abbaubare Verspätungen macht: So haben die Linien 1 und 2 nur drei Minuten Aufenthalt in Bremen Hauptbahnhof und in Oldenburg besteht für das RS-30-Zugpaar eine starke Abhängigkeit untereinander (die Abfahrt nach Bad Zwischenahn verspätet sich bereits, wenn die RS 30 von Bad Zwischenahn auch nur eine Minute Verspätung hat).

### Bahnhöfe und Haltepunkte
Die Haltepunkte und Bahnhöfe der Regio-S-Bahn sind anders als in anderen S-Bahn-Netzen nicht als solche gekennzeichnet oder ausgeschildert. Lediglich auf der Informationstafel in der Haupthalle des Bremer Hauptbahnhofs fand das auch von anderen deutschen S-Bahnnetzen bekannte grüne S-Bahn-Symbol Anwendung. Seit der Installation einer neuen Informationstafel im Frühjahr 2024 ist auch dieses Symbol nicht mehr vorhanden. Die Anzeige der Linien auf den Informationstafeln im Hauptbahnhof wurde dem Design anderer S-Bahn Netze angeglichen. Auch in den Zügen des Fernverkehrs und im DB-Navigator werden die Züge der Regio-S-Bahn mit dem bekannten S-Bahn Symbol gekennzeichnet.
Die Lautsprecherdurchsagen verwiesen lange nicht, wie in anderen Großstädten üblich, auf die Zuggattung S-Bahn, sondern auf den Zugbetreiber Nordwestbahn. Inzwischen wird wie in anderen Netzen die Linienbezeichnung in den Durchsagen erwähnt, beispielsweise RS 1.
Die Regio-S-Bahnen im Bremer Hauptbahnhof fahren nicht an eigenen Bahnsteigen ab, sondern nutzen die auch vom übrigen Bahnverkehr genutzten Bahnsteige.
Nachdem viele Bahnhöfe und Haltepunkte modernisiert wurden befindet sich der Großteil inzwischen in einem guten, meist barrierefreiem Zustand und verfügt über Wetterschutzeinrichtungen. Als wesentliche Erweiterung soll in mehreren Verwirklichungsstufen eine Reihe neuer Zugangsstellen geschaffen oder bestehende in ihrer Lage verändert werden, damit umliegende Siedlungen erschlossen oder andere Verkehrsmittel besser angebunden werden können. Die Bahnsteige an den Bahnhöfen und Haltepunkten werden auf ein einheitliches Niveau von 76 Zentimetern angehoben, um die Fahrzeuge barrierefrei zugänglich zu machen.
Durch das Gemeindeverkehrsfinanzierungsgesetz (GVFG) finanzierte Modernisierungsprogramm im Zuge der RS 1 konnten alle Stationen bis Ende 2013 barrierefrei umgebaut werden. Die Ausnahme bildete die stillzulegende Station Sebaldsbrück. Auf der RS 2 wurden, im Zusammenhang mit der Maßnahme Seehafenhinterlandverkehr, die Bahnhöfe Oldenbüttel und Lübberstedt modernisiert. Des Weiteren wurden durch das Programm Niedersachsen ist am Zug 2 die Bahnhöfe Bahnhof Nordenham, Brake, Hude, Kirchweyhe, Syke, Bassum, Twistringen und Osterholz-Scharmbeck auf den neuesten Stand gebracht. Die restlichen Stationen Elsfleth, Bookholzberg, Schierbrok und Hoykenkamp wurden über das Regionalhaltkonzept Raum Bremen (Linien 2 bis 4) bis 2020 barrierefrei ausgebaut. Ein barrierefreier Umbau in den nächsten Jahren ist für die Stationen Bremen-Neustadt, Bremerhaven-Wulsdorf, Heidkrug sowie Bremen-Hemelingen (wird dabei verlegt) vorgesehen.

## Zukunft
Mehrere neue Bahnhöfe sollen das Netz der S-Bahn aufwerten. Des Weiteren sind großzügige Taktverdichtungen bis 2030 geplant. Auf der RS 1 soll zwischen Blumenthal und Achim ein ganztägiger 15-Minuten-Takt gefahren werden, auf der RS 2 ein 30-Minuten-Takt zwischen Bremerhaven-Lehe und Syke. Im gleichen Takt soll die RS 3 bis Oldenburg verkehren. Außerdem soll die RS 2 zusätzlich an allen Bahnhöfen halten.
Durch Zunahme des Güterverkehrs zu den Häfen nach Bremerhaven und Wilhelmshaven sowie den geplanten Taktverdichtungen werden im Bereich der Strecke der RS 1 und RS 2 mehrere Ausbauten vorgeschlagen um Kapazitätsengpässe zu vermeiden. Hierbei handelt es sich beispielsweise um ein Überwerfungsbauwerk in Burg, ein anschließender dreigleisiger Ausbau bis zum Bremer Hauptbahnhof und ein Abstellgleis in Achim.

### Bremen
Im 2014 beschlossenen Verkehrsentwicklungsplan Verkehr 2025 – Bremen bewegen! zeigt der Senator für Bau, Umwelt und Verkehr mögliche neue Zugangsstellen auf. Des Weiteren wurde im Frühjahr 2015 der neue SPNV-Nahverkehrsplan des Landes Bremen beschlossen.

#### Festgesetzte Maßnahmen
Im Bremer Osten ist auf zwei unterschiedlichen Ebenen ein neuer Haltepunkt Föhrenstraße geplant. An der Schnittstelle der beiden Eisenbahnstrecken nach Hannover und Osnabrück nahe der Hastedter Heerstraße sollen hier jeweils vier Gleise mit Seitenbahnsteigen ausgestattet werden. Ein städtebaulicher Umbau der Hastedter Heerstraße mit Verlegung der Haltestelle der Straßenbahnen ist geplant. Die Gestaltung des Bahnhofs der RS 1 wird vom Neubau der Eisenbahnbrücke über die Sebaldsbrücker Heerstraße (der so genannte Zeppelintunnel) ab 2019/2020 abhängen.[veraltet]
Der nur wenige hundert Meter entfernte Bahnhof Sebaldsbrück wird stillgelegt. Der ebenfalls nahe gelegene Haltepunkt Hemelingen wird weiter südlich an die im Trog verlaufende Hannoversche Straße verschoben.
Im Stadtteil Horn-Lehe entstehen bis 2028 zwei neue Haltepunkte Universität/Technologiepark an der Achterstraße und Achterdiek an der Straße Achterdiek. Mit Fertigstellung dieser beiden Haltepunkte frühestens Ende 2025 wird die bereits in der Vergabe integrierte RS5 nach Rotenburg (Wümme) ihren Betrieb aufnehmen. Durch die Überlagerung soll mit der RB41 zwischen Bremen Hauptbahnhof und Rotenburg (Wümme) ein 30-Minuten-Takt entstehen.

#### Empfohlene Maßnahmen
An der Elisabeth-Selbert-Straße ist mit Planungstitel Arbergen ein Bahnhof geplant.
An der Steubenstraße soll nur für die RS 2 der gleichnamige Bahnhof als Umsteigepunkt zu einer neu geplanten Straßenbahnstrecke erfolgen.
Nach Bremerhaven plant die Stadt für die RS 1 und RS 2 im Bereich Grambker Dorfstraße die Station Grambke.
Kurz vor der Landesgrenze soll der Bahnhof Marßel, an selbiger Straße entstehen.
Für alle Regio-S-Bahnen und Regionalbahnen ist an der Brokhuchtinger Landstraße der Haltepunkt Mittelshuchting geplant.
Zwischen Bremen-Burg und Bremen Hbf bestehen Planungen für ein drittes Gleis, um das überlastete Netz zwischen Bremen-Vegesack/Bremerhaven und Bremen Hbf entlasten zu können. Hiermit sollen außerdem höhere Takte auf den Linien RS1 und RS2 ermöglicht werden.
Unmittelbar nach der Eisenbahnbrücke Bremen besteht die Planung zur Einrichtung eines neuen Haltepunkts Überseestadt zwischen der Eduard-Schopf-Allee und der Hans-Böckler-Straße.

### Niedersachsen
In Richtung Verden auf der RS 1 soll im Achimer Stadtteil Uphusen eine neue Station entstehen.

### Ausschreibung 2022 bis 2036
Im Jahr 2018 begann die Ausschreibung des Regio-S-Bahn-Netzes. Die Ausschreibung sieht bei ca. 6,38 Mio. Zugkilometern pro Jahr weiterhin die Linien RS 1, RS 2 und RS 4 mit unveränderten Laufwegen vor. Die Linie RS 3 soll zukünftig die Strecke Wilhelmshaven – Oldenburg Hbf – Delmenhorst – Bremen Hbf bedienen. Die Strecke Bad Zwischenahn – Oldenburg Hbf – Delmenhorst – Bremen Hbf übernimmt eine neue Linie RS 30. Die Linie RB76 Rotenburg(Wümme) – Verden (Aller) wird vergabetechnisch in das Teilnetz der RSBN aufgenommen und umbenannt in RS6. Im Jahr 2025/2026 wird die neue RS5 ihren Betrieb aufnehmen, sie verkehrt zwischen Twistringen und Rotenburg (Wümme) im 60-Minuten-Takt. Der neue Verkehrsvertrag begann im Dezember 2021, wobei die Taktverdichtung erst zum Dezember 2022 umgesetzt wird. Zwar bleibt auch mit dem neuen Verkehrsvertrag die Nähe zum ursprünglichen Regionalverkehrsangebot bestehen, allerdings überlagern sich nun fast alle Linien. Dadurch wird auf den meisten Ästen mindestens im 30-Minuten-Takt gefahren.
Das Zielnetz 2030 ist wie folgt definiert:
| Linie | Strecke                                                                  | Takt (Minuten) | Takt (Minuten) | Anmerkung | Realisierung      |
| Linie | Strecke                                                                  | HVZ            | NVZ            | Anmerkung | Realisierung      |
| ----- | ------------------------------------------------------------------------ | -------------- | -------------- | --- | ----------------- |
| RS 1  | Bremen-Farge – Bremen-Vegesack                                           | 15'            | 30'            | Ab 12/2023: 15'-Takt zwischen Bremen-Vegesack und Bremen-Blumenthal (Stand Juni 2025 noch nicht umgesetzt)                                                             | 12/2007 – 12/2036 |
| RS 1  | Bremen-Vegesack – Bremen Hbf                                             | 15'            | 30'            | | 12/2011 – 12/2036 |
| RS 1  | Bremen-Hbf – Verden (Aller)                                              | 15'            | 30'            | Ab 12/2025: 15'-Takt zwischen Bremen Hbf und Achim | 12/2011 – 12/2036 |
| RS 2  | Bremerhaven-Lehe – Bremerhaven Hbf – Bremen Hbf – Syke – Twistringen     | 30'            | 60'            | 30'-Takt zwischen Bremerhaven-Lehe und Syke (Stand Juni 2025 Takt 60 mit einzelnen Verstärkerfahrten morgens und nachmittags zwischen Bremen Hbf und Bremerhaven-Lehe) | 12/2010 – 12/2036 |
| RS 3  | Bremen Hbf – Hude – Oldenburg (Oldb) (– Wilhelmshaven)                   | 60'            | 60'            | Ab 06/2023: In der HVZ bis Wilhelmshaven | 12/2010 – 12/2036 |
| RS 30 | Bremen Hbf – Hude – Oldenburg (Oldb) – Bad Zwischenahn                   | 60'            | 60'            | Hält nur in Bad Zwischenahn, Oldenburg-Wechloy, Oldenburg Hbf, Hude, Delmenhorst und Bremen Hbf                                                                        | 12/2022 – 12/2036 |
| RS 4  | Bremen Hbf – Hude – Nordenham                                            | 60'            | 60'            | | 12/2010 – 12/2036 |
| RS 5  | Twistringen – Syke – Bremen Hbf – Bremen-Oberneuland – Rotenburg (Wümme) | 60'            | 60'            | Bremen–Rotenburg zusammen mit RB41 etwa 30'-Takt | 2025/2026         |
| RS 6  | Rotenburg (Wümme) – Verden (Aller)                                       | 60'            | 120'           | Mit dem zweigleisigen Ausbau der Strecke (12/2026) wird in der HVZ ein 30'-Takt und in der SVZ ein 60'-Takt angestrebt.                                                | 12/2022 – 12/2036 |

Als HVZ gilt:
RS 1, RS 2, RS 3: montags bis freitags 6–20 Uhr, samstags 10–19 Uhr.
RS 6: montags bis freitags 5:30–10 Uhr und 15:30–20 Uhr.

## Betreiber
Im März 2008 wurde nach einer europaweiten Ausschreibung durch die Landesnahverkehrsgesellschaft Niedersachsen (LNVG) die NordWestBahn als Betreiber der S-Bahn Bremen ausgewählt. Es hatten sich mehrere Eisenbahngesellschaften um den Betrieb der S-Bahn beworben, u. a. auch die DB Regio, Keolis und die Bremer Straßenbahn AG. Die NordWestBahn lag sowohl preislich als auch in Bezug auf die Qualität vor ihren Mitbewerbern.
Die Deutsche Bahn (DB) hatte den ordnungsgemäßen Ablauf des Vergabeverfahrens angezweifelt und war daher als einziger Mitbewerber in Revision gegangen. Die DB beabsichtigte, an einem erneuten Ausschreibungsverfahren mit der tarifungebundenen DB Heidekrautbahn teilzunehmen. Derweil gab die Konzernleitung Planungen bekannt, im Falle einer anderweitigen Vergabe das Bahn-Ausbesserungswerk Sebaldsbrück zu schließen, da es sich dann nicht mehr rentiere. Dies verwunderte insofern, als in dem Werk nur Diesellokomotiven gewartet werden, diese aber auf dem Streckennetz überhaupt nicht eingesetzt werden.
Die Vergabekammer in Lüneburg entschied im Mai 2008, dass die Vergabeentscheidung aufgrund eines Urteils des Europäischen Gerichtshofs zum Vergaberecht Niedersachsens aufzuheben ist. Gegen diese Entscheidung der Vergabekammer legte die LNVG wiederum Beschwerde beim Oberlandesgericht Celle ein. Nach Verhandlungen vor dem Vergabesenat des Oberlandesgerichts am 15. Juli 2008 legte dieser der DB Regio AG nahe, ihren Antrag zurückzuziehen. Am 25. Juli 2008 gab dann die Deutsche Bahn AG bekannt, dass sie ihren Nachprüfungsantrag zurückziehe. Der Zuschlag für den Ausbau und den Betrieb ab 2010 für das Regio-S-Bahn-Netz ging damit an die Nordwestbahn.
Mit Beginn des neuen Verkehrsvertrags betreibt ab dem 11. Dezember 2022 die Nordwestbahn weiter das Regio-S-Bahn-Netz.